# Armando Migliari
Armando Migliari (29 de abril de 1889 – 15 de junio de 1976) fue un actor teatral y cinematográfico de nacionalidad italiana.

## Biografía
Nacido en Frosinone, Italia, debutó como actor teatral en 1908 en la Compañía de Amedeo Chiantoni, actuando más adelante con Armando Falconi, Anna Fontana y Aristide Baghetti. En los años 1920 conoció a la actriz Dora Menichelli, con la cual se casó poco después.
Se inició en el cine mudo con Emilio Graziani, pero su verdadera actividad cinematográfico comenzó bajo la dirección de Gennaro Righelli en la película L'ultimo dei Bergerac (1934), la primera de una larga carrera en la que trabajó en más de cien producciones, y que finalizó en 1965. 
Armando Migliari falleció en Roma, Italia, en 1976.

## Filmografía
| - L'ultimo dei Bergerac, dei Gennaro Righelli (1934) - La damigella di Bard, de Mario Mattoli (1936) - Vivere, de Guido Brignone (1936) - L'uomo che sorride, de Mario Mattoli (1936) - I fratelli Castiglioni, de Corrado D'Errico (1937) - Nina, non far la stupida, de Nunzio Malasomma (1937) - Questi ragazzi, de Mario Mattoli (1937) - Il conte di Brechard, de Mario Bonnard (1937) - Gli ultimi giorni di Pompeo, de Mario Mattoli (1937) - Sono stato io!, de Raffaello Matarazzo (1937) - Le due madri, de Amleto Palermi (1938) - L'ha fatto una signora, de Mario Mattoli (1938) - L'amor mio non muore, de Giuseppe Amato (1938) - Jeanne Doré, de Mario Bonnard (1938) - I figli del marchese Lucera, de Amleto Palermi (1938) - Batticuore, de Mario Camerini (1939) - Ai vostri ordini, signora, de Mario Mattoli (1939) - Belle o brutte si sposan tutte..., de Carlo Ludovico Bragaglia (1939) - Il barone di Corbò, de Gennaro Righelli (1939) - Imputato, alzatevi!, de Mario Mattoli (1939) - Due occhi per non vedere, de Gennaro Righelli (1939) - Il marchese di Ruvolito, de Raffaello Matarazzo (1939) - Napoli che non muore, de Amleto Palermi (1939) - Bionda sottochiave, de Camillo Mastrocinque (1939) - Retroscena, de Alessandro Blasetti (1939) - In campagna è caduta una stella, de Eduardo De Filippo (1939) - Piccolo hotel, de Piero Ballerini (1939) - Eravamo sette vedove, de Mario Mattoli (1939) - Lo vedi come sei... lo vedi come sei?, de Mario Mattoli (1939) - Ricchezza senza domani, de Ferdinando Maria Poggioli (1940) - Giù il sipario, de Raffaello Matarazzo (1940) - Vento di milioni, de Dino Falconi (1940) - Alessandro sei grande!, de Carlo Ludovico Bragaglia (1940) - La gerla di papà Martin, de Mario Bonnard (1940) - Antonio Meucci, de Enrico Guazzoni (1940) - La danza dei milioni, de Camillo Mastrocinque (1940) - L'ispettore Vargas, de Gianni Franciolini (1940) - La fanciulla di Portici, de Mario Bonnard (1940) - Una romantica avventura, de Mario Camerini (1940) - Maddalena... zero in condotta, de Vittorio De Sica (1940) - La scuola dei timidi, de Carlo Ludovico Bragaglia (1941) - Teresa Venerdì, de Vittorio De Sica (1941) - L'ultimo ballo, de Camillo Mastrocinque (1941) - Luna di miele, de Giacomo Gentilomo (1941) - Se io fossi onesto, de Carlo Ludovico Bragaglia (1942) - La bisbetica domata, de Ferdinando Maria Poggioli (1942) - Catene invisibili, de Mario Mattoli (1942) - Un garibaldino al convento, de Vittorio De Sica (1942) - Luisa Sanfelice, de Leo Menardi (1942) - Soltanto un bacio, de Giorgio Simonelli (1942) - Una volta alla settimana, de Akos Ràthonyi (1942) | - Voglio vivere così, de Mario Mattoli (1942) - La contessa Castiglone, de Flavio Calzavara (1942) - Il romanzo di un giovane povero, de Guido Brignone (1942) - Acque di primavera, de Nunzio Malasomma (1942) - Giorno di nozze, de Raffaello Matarazzo (1942) - Miliardi, che follia!, de Guido Brignone (1942) - La fabbrica dell'imprevisto, de Jacopo Comin (1942) - Labbra serrate, de Mario Mattoli (1942) - Colpi di timone, de Gennaro Righelli (1942) - Signorinette, de Luigi Zampa (1942) - Quattro passi fra le nuvole, de Alessandro Blasetti (1942) - Stasera niente di nuovo, de Mario Mattoli (1942) - Il viaggio del signor Perrichon, de Paolo Moffa (1943) - Fuga a due voci, de Carlo Ludovico Bragaglia (1943) - Maria Malibran, de Guido Brignone (1943) - Giacomo l'idealista, de Alberto Lattuada (1943) - Quattro ragazze sognano, de Guglielmo Giannini (1943) - L'amico delle donne, de Ferdinando Maria Poggioli (1943) - Una piccola moglie, de Giorgio Bianchi (1943) - I bambini ci guardano, de Vittorio De Sica (1944) - Il fiore sotto gli occhi, de Guido Brignone (1944) - La casa senza tempo, de Andrea Della Sabbia (1945) - L'onorevole Angelina, de Luigi Zampa (1947) - Cuore, de Duilio Coletti (1948) - Il fiacre n. 13, de Mario Mattoli (1948) - L'uomo dal guanto grigio, de Camillo Mastrocinque (1948) - Ho sognato il paradiso, de Giorgio Pastina (1949) - Totò le Mokò, de Carlo Ludovico Bragaglia (1949) - Duello senza onore, de Camillo Mastrocinque (1950) - Santo disonore, de Guido Brignone (1950) - Domani è troppo tardi, de Leonide Moguy (1950) - La bisarca, de Giorgio Simonelli (1950) - La taverna della libertà, de Maurice Cam (1951) - Cameriera bella presenza offresi..., de Giorgio Pàstina (1951) - Core 'ngrato, de Guido Brignone (1951) - L'ultima sentenza, de Mario Bonnard (1951) - È arrivato l'accordatore, de Duilio Coletti (1952) - Don Camillo, de Julien Duvivier (1951) - Totò a colori, de Steno 1952) - Gli uomini non guardano il cielo, de Umberto Scarpelli (1952) - Primo premio: Mariarosa, de Sergio Grieco (1952) - Il cardinale Lambertini, de Giorgio Pàstina (1954) - La tua donna, de Giovanni Paolucci (1954) - Il conte di Matera, de Luigi Capuano (1957) - Don Camillo monsignore... ma non troppo, de Carmine Gallone (1961) - Appuntamento in Riviera, de Mario Mattoli (1962) - Il compagno Don Camillo, de Luigi Comencini (1965) |